# Jutta Kollesch
Jutta Kollesch, auch Jutta Harig-Kollesch (* 7. November 1933) ist eine deutsche Klassische Philologin und Medizinhistorikerin.

## Leben
Jutta Kollesch wurde 1961 an der Universität Halle promoviert, 1970 an der Humboldt-Universität zu Berlin habilitiert und war mit Diethard Nickel und Gotthard Strohmaier wissenschaftliche Mitarbeiterin der Arbeitsstelle Corpus Medicorum Graecorum/Latinorum der Akademie der Wissenschaften der DDR, welche seit 1992 der neugegründeten Berlin-Brandenburgischen Akademie der Wissenschaften zugeordnet ist. Als Konrad Schubring, der damalige Leiter der Arbeitsstelle, aufgrund des Mauerbaus im August 1961 ausschied, war Kollesch de facto mit der Leitung der Arbeitsstelle betraut. Aus dem Programm des Corpus Medicorum Graecorum/Latinorum leitet sich ihr Arbeitsgebiet ab, die textkritische Edition der antiken griechischen und römischen Ärzte und die antike Medizingeschichte. Neben der Betreuung der Editionsprojekte und übrigen Forschungsaufgaben des Corpus Medicorum Graecorum/Latinorum hat sich Kollesch in ihrer persönlichen Arbeit besonders den Schriften des Galen zugewandt. Aus ihrem Fachgebiet hat sie zahlreiche Beiträge zu Paulys Realencyclopädie der classischen Altertumswissenschaft und zum Kleinen Pauly geleistet.
Sie war mit dem 1989 verstorbenen Medizinhistoriker Georg Harig verheiratet.

## Veröffentlichungen (Auswahl)
- mit Diethard Nickel (Hrsg.): Galen und das hellenistische Erbe. Verhandlungen des IV. Internationalen Galen-Symposiums, 18. – 20. September 1989 (= Sudhoffs Archiv. Beihefte. Heft 32). Veranst. vom Institut für Geschichte er Medizin am Bereich Medizin (Charité) der Humboldt-Universität zu Berlin. Steiner, Stuttgart 1993.
- Aristoteles: Werke in deutscher Übersetzung. Bd. 17: Zoologische Schriften, Teil 2/3: Über die Bewegung der Lebewesen. Über die Fortbewegung der Lebewesen. Übers. u. erl. von Jutta Kollesch. Akademie-Verlag, Berlin 1985.
- mit Diethard Nickel (Hrsg.): Antike Heilkunst. Ausgewählte Texte aus dem medizinischen Schrifttum der Griechen und Römer. Philipp Reclam jun., Leipzig 1979 (= Reclams Universal-Bibliothek. Band 771); weitere Auflagen 1981, 1989 und (unter dem Titel Antike Heilkunst. Ausgewählte Texte aus den medizinischen Schriften der Griechen und Römer) bis 2007, ISBN 978-3-15-009305-4; Neudruck 2014.
- Die Stellung der knidischen Heilkunde in der wissenschaftlichen Medizin der Griechen. In: Corpus Hippocraticum, Colloque de Mons Septembre 1975 (= Editions universitaires des Mons, Série Sciences humaines. Band 4). Mons 1977, S. 106–122.
- Untersuchungen zu den pseudogalenischen Definitiones Medicae (Philosophische Dissertation Berlin 1970; in veränderter Fassung:) Akademie-Verlag, Berlin 1973 (= Schriften zur Geschichte und Kultur der Antike. Band 7).
- Galen, De partibus artis medicativae. De diaeta in morbis acutis secundum Hippocratem — On the parts of medicine. On cohesive causes. On regimen in acute diseases in accordance with the theories of Hippocrates (= Corpus medicorum Graecorum 2), Akademie-Verlag, Berlin 1969.
- Apollonii Citiensis In Hippocratis De articulis commentarius — Apollonios von Kition, Kommentar zu Hippokrates über das Einrenken der Gelenke. Hrsg. von Jutta Kollesch und Fridolf Kudlien. Übers. von Jutta Kollesch und Diethard Nickel (= Corpus medicorum Graecorum 11,1,1). Akademie-Verlag, Berlin 1965.
- Galen, De instrumento odoratus — Über das Riechorgan (= Corpus medicorum Graecorum Suppl. 5). Hrsg., übers. u. erl. von Jutta Kollesch. Akademie-Verlag, Berlin 1964 (= Dissertation, Halle (Saale) 1961).
- mit Georg Harig: Gesellschaftliche Aspekte der antiken Diätetik. In: NTM Schriftenreihe für Geschichte der Naturwissenschaften, Technik und Medizin. Band 8, 1971, Heft 2, S. 14–23.
- Vorstellungen vom Menschen in der hippokratischen Medizin. In: Reimar Müller (Hrsg.): Der Mensch als Maß der Dinge. Studien zum griechischen Menschenbild in der Zeit der Blüte und Krise der Polis. Berlin 1976 (= Veröffentlichungen des Zentralinstiturs für Alte Geschichte und Archäologie. Band 8).
- mit Diethard Nickel: Bibliographia Galenia. Die Beiträge des 20. Jahrhunderts zur Galenforschung. In: Wolfgang Haase (Hrsg.): Aufstieg und Niedergang der römischen Welt. Band II, 37, 2. De Gruyter, Berlin/New York 1994, S. 1351–1420.
- Kleine Schriften zur antiken Medizin (= Corpus Medicorum Graecorum. Supplementum VI). De Gruyter, Berlin 2019.